# Динамо (волейбольный клуб, Владивосток)
«Динамо» (Владивосток) — российский женский волейбольный клуб.

## История
Женский волейбольный клуб «Динамо» (Владивосток) образован в 2023 году и заменил в российских соревнованиях прекративший существование ВК «Приморочка». В том же году команда «Динамо» стала серебряным призёром розыгрыше Кубка Сибири и Дальнего Востока, а затем стартовала в чемпионате России среди команд высшей лиги «Б», где заняла 2-е место и получила путёвку в высшую лигу «А».

## Результаты в чемпионатах России
| Сезон   | Лига          | Место |
| ------- | ------------- | ----- |
| 2023/24 | Высшая лига Б | 2     |
| 2024/25 | Высшая лига А | 4     |

## Арена
Домашней ареной «Динамо» является спортивный комплекс «Олимпиец». Адрес во Владивостоке: Батарейная улица, 2. Вместимость трибун игрового зала — 1100 зрителей.

## Сезон 2024—2025

### Состав
| №  | Имя, фамилия         | Год рождения | Рост | Амплуа      | Гражданство |
| -- | -------------------- | ------------ | ---- | ----------- | ----------- |
| 1  | Анастасия Откидычева | 1996         | 188  | центральная | Россия      |
| 2  | Вероника Сулимова    | 2005         | 175  | либеро      | Россия      |
| 3  | Жэнь Кайи            | 1991         | 183  | нападающая  | Китай       |
| 5  | Дарья Февралёва      | 2001         | 168  | либеро      | Россия      |
| 7  | Дарья Валеева        | 2004         | 181  | центральная | Россия      |
| 8  | Ксения Велисевич     | 2003         | 184  | нападающая  | Россия      |
| 9  | Ксения Вытришко      | 2005         | 186  | нападающая  | Россия      |
| 11 | Анна Погорельченко   | 2006         | 185  | связующая   | Россия      |
| 13 | Ирина Мельничук      | 1994         | 183  | связующая   | Россия      |
| 14 | Полина Синицына      | 2006         | 185  | связующая   | Россия      |
| 18 | Наташа Чикириз       | 1995         | 194  | нападающая  | Сербия      |
| 19 | Лолита Саяпина       | 1997         | 180  | центральная | Россия      |
| 20 | Анастасия Медведева  | 1998         | 190  | центральная | Россия      |
| 22 | Светлана Суховерхова | 1992         | 185  | нападающая  | Россия      |

- Главный тренер — Михаил Третьяков.
- Старший тренер — Александр Носов.
- Тренер-статистик — Андрей Камышников.

- Директор ВК «Динамо» (Владивосток) — Эдуард Сандлер.